# Чемпіонат Європи з художньої гімнастики 2020
36-й чемпіонат Європи з художньої гімнастики, що відбувся в Києві, Україна, з 26 листопада по 29 листопада 2020 року, через пандемію коронавірусу не був останнім для європейських художніх гімнасток кваліфікаційним турніром на Літні Олімпійські ігри 2020 у Токіо, Японія, тому у ньому взяли участь 155 представниць з 25 країн.
Турнір мав відбутися 21-24 травня 2020 року, однак, 17 березня 2020 року через пандемію коронавірусу було ухвалено рішення про скасування чемпіонату Європи у травні 2020 року при збереженні можливості проведення у  другій половині 2020 року.
У червні виконавчий комітет Європейської гімнастики встановив проведення 36-й чемпіонату Європи з художньої гімнастики з 26 по 29 листопада 2020 року. Формат змагань, у тому числі порядок кваліфікації на Літні Олімпійські ігри 2021 у Токіо, Японія, зберігався без змін. Брати участь в турнірі планували представниці 39 країн: 145 сеньйорок (44 в індивідуальній першості та 17 груп) та 138 юніорок (індивідуальна першість).
28 вересня 2020 року виконавчий комітет європейської гімнастики постановив, що через поточну ситуацію з пандемією коронавірусу провести олімпійську кваліфікацію в рамках 36-й чемпіонату Європи з художньої гімнастики не є можливим, тому 36-й чемпіонат Європи з художньої гімнастики було проведено з 26 по 29 листопада 2020 року в м. Києві без олімпійської кваліфікації.

## Відмова від участі в турнірі
Збірна Росії відмовилась від участі в турнірі через "вимогу організаторів провести 14-денну самоізоляцію", що не відповідало дійсності, а було формальною причиною відмови від участі команди в турнірі в Україні. 
13 жовтня збірна Німеччини вирішила відмовитись від участі в турнірі через пандемію коронавірусу.
Відмовились від участі в турнірі країни: Австрія, Андорра, Вірменія, Греція, Грузія, Данія, Іспанія, Італія, Кіпр, Німеччина, Норвегія, Польща, Португалія, Сан-Марино, Сербія, Словаччина, Фінляндія, Франція, Швейцарія.

## Олімпійські ліцензії
Серед європейських гімнасток останню індивідуальну іменну олімпійську ліценцію на Літні Олімпійські ігри 2020 у Токіо, Японія, буде розіграно в абсолютній першості на 36-й чемпіонату Європи з художньої гімнастики. Країни, які отримали одну чи дві олімпійські ліцензії за підсумками чемпіонату світу 2019 чи серії етапів Кубка світу з художньої гімнастики, в розподіленні олімпійської ліцензії на чемпіонаті Європи участь не беруть. Індивідуальну ліцензію отримає гімнастка, яка брала участь в чемпіонаті світу 2019 та за підсумками абсолютної першості посіла найвище місце серед гімнасток, що не мають олімпійської ліцензії.

## Медальний залік
| Місце  | Країна      | Золото | Срібло | Бронза | Загалом |
| ------ | ----------- | ------ | ------ | ------ | ------- |
| 1      | Ізраїль     | 3      | 3      | 1      | 7       |
| 2      | Україна     | 3      | 2      | 1      | 6       |
| 3      | Білорусь    | 1      | 2      | 2      | 5       |
| 4      | Болгарія    | 1      | 1      | 1      | 3       |
| 5      | Туреччина   | 1      | 0      | 0      | 1       |
| 6      | Азербайджан | 0      | 1      | 2      | 3       |
| 7      | Угорщина    | 0      | 0      | 1      | 1       |
| 7      | Естонія     | 0      | 0      | 1      | 1       |
| Всього | Всього      | 9      | 9      | 9      | 27      |

## Медалісти
| Дисципліна                        | Золото | Срібло | Бронза |
| Командне змагання                 | Командне змагання | Командне змагання | Командне змагання |
| --------------------------------- | --- | --- | --- |
| Команда                           | Україна груповички Анастасія Возняк Валерія Юзьвяк Марія Височанська Маріола Боднарчук Діана Баєва юніорки Поліна Каріка Каріна Сидорак Меланія Тур | Ізраїль груповички Шай Вен Рубі Оліф Даян Яна Крамаренко Бар Шапошніков Юліана Телегіна Карін Вексман юніорки Дар'я Атаманов Альона Гілел | Азербайджан груповички Ламан Алімурадова Зейнаб Гумматова Елизавета Лузан Мар'ям Сафарова Дар'я Сорокіна юніорки Нармін Байрамова Аліна Гозалова Лейла Агазада Ілона Зейналова |
| Особиста першість                 | | | |
| Абсолютна першість                | Ліной Ашрам (ISR) | Аліна Гарнасько (BLR) | Анастасія Салос (BLR) |
| Групові вправи                    | | | |
| Командна першість                 | Ізраїль Шай Вен Рубі Оліф Даян Яна Крамаренко Бар Шапошніков Юліана Телегіна Карін Вексман                                                          | Азербайджан Ламан Алімурадова Зейнаб Гумматова Елизавета Лузан Мар'ям Сафарова Дар'я Сорокіна                                             | Україна Анастасія Возняк Валерія Юзьвяк Марія Височанська Маріола Боднарчук Діана Баєва                                                                                        |
| Вправа з 5 м'ячами                | Україна Анастасія Возняк Валерія Юзьвяк Марія Височанська Маріола Боднарчук Діана Баєва                                                             | Ізраїль Шай Вен Рубі Оліф Даян Яна Крамаренко Бар Шапошніков Юліана Телегіна Карін Вексман                                                | Естонія Лаурабель Кабрітс Евелін Наптал Аріна Окаманчук Кармелі Реїска Аліна Весселова                                                                                         |
| Вправа з 3 обручами та 4 булавами | Туреччина Азра Акінчі Еда Асар Пері Беркер Дуйгу Доган Ніл Карабін                                                                                  | Україна Анастасія Возняк Валерія Юзьвяк Марія Височанська Маріола Боднарчук Діана Баєва                                                   | Азербайджан Ламан Алімурадова Зейнаб Гумматова Елизавета Лузан Мар'ям Сафарова Дар'я Сорокіна                                                                                  |
| Юніорська першість                | | | |
| Вправа зі скакалкою               | Діна Агішева (BLR) | Дар'я Атаманов (ISR) | Єва Брезалієва (BUL) |
| Вправа з м'ячем                   | Поліна Каріка (UKR) | Стіліана Ніколова (BUL) | Єлизавета Зоркіна (BLR) |
| Вправа з булавами                 | Дар'я Атаманов (ISR) | Єлизавета Зоркіна (BLR) | Евелін Вікторія Кочиш (HUN) |
| Вправа зі стрічкою                | Стіліана Ніколова (BUL) | Каріна Сидорак (UKR) | Дар'я Атаманов (ISR) |

### Командні змагання
| Місце | Команда     | Сума    |
| ----- | ----------- | ------- |
| 1     | Україна     | 237,150 |
| 2     | Ізраїль     | 236,900 |
| 3     | Азербайджан | 226,175 |
| 4     | Франція     | 211,025 |
| 5     | Естонія     | 209,975 |
| 6     | Туреччина   | 196,150 |

## Особиста першість

### Абсолютна першість
| Місце | Гімнастка                | Обруч  | М'яч   | Булави | Стрічка | Сума    |
| ----- | ------------------------ | ------ | ------ | ------ | ------- | ------- |
| 1     | Ліной Ашрам (ISR)        | 26,500 | 25,450 | 26,200 | 22,750  | 100,900 |
| 2     | Аліна Гарнасько (BLR)    | 25,350 | 26,000 | 26,550 | 23,000  | 100,900 |
| 3     | Анастасія Салос (BLR)    | 25,350 | 24,450 | 24,750 | 21,950  | 96,500  |
| 4     | Боряна Калейн (BUL)      | 24,000 | 25,250 | 23,200 | 22,850  | 95,300  |
| 5     | Ніколь Зелікман (ISR)    | 24,600 | 23,900 | 24,000 | 22,100  | 94,600  |
| 6     | Єва Мелещук (UKR)        | 22,900 | 24,850 | 24,100 | 21,600  | 93,450  |
| 7     | Катрін Тасєва (BUL)      | 25,050 | 23,200 | 22,100 | 21,800  | 92,150  |
| 8     | Влада Нікольченко (UKR)  | 24,700 | 23,650 | 22,750 | 18,900  | 90,000  |
| 9     | Зохра Агхамірова (AZE)   | 21,000 | 22,950 | 23,850 | 20,050  | 88,300  |
| 10    | Андреа Вердес (ROU)      | 23,500 | 22,200 | 21,500 | 20,850  | 88,050  |
| 11    | Фанні Пігніскі (HUN)     | 20,950 | 22,450 | 23,100 | 21,150  | 87,650  |
| 12    | Арзу Джалілова (AZE)     | 23,500 | 21,500 | 22,150 | 20,450  | 87,600  |
| 13    | Катерина Вєдєнєєва (SLO) | 20,700 | 21,600 | 22,500 | 21,900  | 86,700  |
| 14    | Вікторія Богданова (EST) | 20,300 | 21,650 | 21,500 | 18,900  | 82,350  |
| 15    | Єлизавета Полстяна (LAT) | 22,100 | 23,250 | 19,600 | 17,400  | 82,350  |
| 16    | Рейхль Стоянова (MKD)    | 22,450 | 19,900 | 19,250 | 19,000  | 80,600  |
| 17    | Камеля Тунджель (TUR)    | 17,500 | 21,550 | 21,750 | 19,250  | 80,050  |
| 18    | Соня Ічім (ROU)          | 19,900 | 20,200 | 19,950 | 19,300  | 79,350  |
| 19    | Фауста Состакайте (LTU)  | 17,700 | 16,200 | 18,950 | 17,050  | 69,900  |
| 20    | Анастасія Гуз (MDA)      | 19,350 | 16,000 | 17,600 | 16,650  | 69,600  |
| 21    | Деніса Степанкова (CZE)  | 17,850 | 17,850 | 17,250 | 16,200  | 69,150  |
| 22    | Єлена Смірнова (LUX)     | 15,750 | 16,450 | 18,200 | 14,150  | 64,550  |
| 23    | Лана Самбол (CRO)        | 15,600 | 15,600 | 15,700 | 13,750  | 60,650  |
| 24    | Джована Маркович (MNE)   | 13,400 | 12,850 | 11,000 | 9,850   | 47,100  |
| 25    | Гана Кахріман (BIH)      | 6,800  | 5,100  | 6,650  | 2,850   | 21,400  |

## Групові вправи

### Групова першість
| Місце | Команда     | 5 м'ячів | 3 обручі та 4 булави | Сума   |
| ----- | ----------- | -------- | -------------------- | ------ |
| 1     | Ізраїль     | 34,100   | 33,475               | 67,575 |
| 2     | Азербайджан | 34,600   | 31,700               | 66,300 |
| 3     | Україна     | 32,000   | 31,700               | 63,700 |
| 4     | Естонія     | 32,000   | 31,000               | 63,000 |
| 5     | Туреччина   | 31,900   | 28,300               | 60,200 |
| 6     | Франція     | 29,250   | 29,625               | 58,875 |

### Вправа з 5 м'ячами
| Місце | Команда     | Складність | Виконання | Штраф | Сума   |
| ----- | ----------- | ---------- | --------- | ----- | ------ |
| 1     | Україна     | 27,1       | 8,250     |       | 35,350 |
| 2     | Ізраїль     | 26,3       | 8,150     |       | 34,450 |
| 3     | Естонія     | 25,0       | 7,800     |       | 32,800 |
| 4     | Азербайджан | 24,1       | 7,350     |       | 31,450 |
| 5     | Туреччина   | 21,6       | 5,900     |       | 27,500 |
| 6     | Франція     | 20,6       | 5,700     | -0,3  | 26,000 |

### Вправа з 3 обручами та 4 булавами
| Місце | Команда     | Складність | Виконання | Штраф | Сума   |
| ----- | ----------- | ---------- | --------- | ----- | ------ |
| 1     | Туреччина   | 24,0       | 7,150     |       | 31,150 |
| 2     | Україна     | 24,0       | 7,150     |       | 31,150 |
| 3     | Азербайджан | 24,0       | 6,650     |       | 30,650 |
| 4     | Ізраїль     | 24,4       | 6,250     |       | 30,650 |
| 5     | Естонія     | 23,0       | 6,550     |       | 29,250 |
| 6     | Франція     | 19,8       | 5,750     |       | 25,250 |

## Юніорська першість

### Вправа зі скакалкою
| Місце | Гімнастка                   | Складність | Виконання | Штраф | Сума   |
| ----- | --------------------------- | ---------- | --------- | ----- | ------ |
| 1     | Діна Агішева (BLR)          | 12,8       | 8,750     |       | 21,550 |
| 2     | Дар'я Атаманов (ISR)        | 12,7       | 8,800     |       | 21,500 |
| 3     | Єва Брезалієва (BUL)        | 12,2       | 8.650     |       | 20,850 |
| 4     | Каріна Сидорак (UKR)        | 12,2       | 8,600     |       | 20,800 |
| 5     | Евелін Вікторія Кочиш (HUN) | 11,7       | 8.250     |       | 19,950 |
| 6     | Нармін Байрамова (AZE)      | 11,1       | 7,950     |       | 19,050 |
| 7     | Лілі Рамонатсько (FRA)      | 10,9       | 8,050     |       | 18,950 |
| 8     | Анналіза Драган (ROU)       | 10,5       | 8,250     |       | 18,750 |

### Вправа з м'ячем
| Місце | Гімнастка                   | Складність | Виконання | Штраф | Сума   |
| ----- | --------------------------- | ---------- | --------- | ----- | ------ |
| 1     | Поліна Каріка (UKR)         | 14,1       | 8,700     |       | 22,800 |
| 2     | Стіліана Ніколова (BUL)     | 14,1       | 8,600     |       | 22,700 |
| 3     | Єлизавета Зоркіна (BLR)     | 13,6       | 8,950     |       | 22,550 |
| 4     | Дар'я Атаманов (ISR)        | 13,5       | 8,500     |       | 22,000 |
| 5     | Аліна Гозалова (AZE)        | 12,5       | 8,550     |       | 21,050 |
| 6     | Еріка Докуцаєва (EST)       | 12,4       | 7,750     |       | 20,150 |
| 5     | Евелін Вікторія Кочиш (HUN) | 12,7       | 6,900     |       | 19,600 |
| 8     | Лілі Рамонатсько (FRA)      | 12,2       | 7,200     |       | 19,400 |

### Вправа з булавами
| Місце | Гімнастка                   | Складність | Виконання | Штраф | Сума   |
| ----- | --------------------------- | ---------- | --------- | ----- | ------ |
| 1     | Дар'я Атаманов (ISR)        | 15,4       | 8,950     |       | 24,350 |
| 2     | Єлизавета Зоркіна (BLR)     | 14,5       | 8,850     |       | 23,350 |
| 3     | Евелін Вікторія Кочиш (HUN) | 14,5       | 8,400     |       | 22,900 |
| 4     | Єва Брезалієва (BUL)        | 14,0       | 8,750     |       | 22,750 |
| 5     | Аліна Гозалова (AZE)        | 13,3       | 8,600     |       | 21,900 |
| 6     | Меланія Тур (UKR)           | 13,5       | 7,600     |       | 21,100 |
| 7     | Лілі Рамонатсько (FRA)      | 12,2       | 8,300     |       | 20,500 |
| 8     | Анналіза Драган (ROU)       | 11,6       | 6,450     |       | 18,050 |

### Вправа зі стрічкою
| Місце | Гімнастка               | Складність | Виконання | Штраф | Сума   |
| ----- | ----------------------- | ---------- | --------- | ----- | ------ |
| 1     | Стіліана Ніколова (BUL) | 12,8       | 8,750     |       | 21,550 |
| 2     | Каріна Сидорак (UKR)    | 12,6       | 8,600     |       | 21,200 |
| 3     | Дар'я Атаманов (ISR)    | 12,4       | 8,750     |       | 21,150 |
| 4     | Нармін Байрамова (AZE)  | 12,2       | 8,750     |       | 20,950 |
| 5     | Діна Агішева (BLR)      | 11,0       | 8,150     |       | 19,150 |
| 6     | Анналіза Драган (ROU)   | 10,6       | 8,200     |       | 18,800 |
| 7     | Ельза Сомвіль (FRA)     | 10,9       | 7,150     |       | 18,050 |
| 8     | Анетт Вахер (EST)       | 8,9        | 7,400     |       | 16,300 |